# Furna Vermelha
A Furna Vermelha é uma gruta portuguesa localizada na ilha do Pico, arquipélago dos Açores.

## Espécies observáveis
- Dorycranosus angustatus Acari-Oribatei Liacaridae
- Pelecopsis parallela Araneae Linyphiidae
- Rugathodes pico Araneae Theridiidae
- Xysticus nubilus Araneae Thomisidae
- Eluma purpurascens Crustacea Armadillidiidae
- Trechus  montanheirorum Coleoptera Carabidae
- Trechus  picoensis Coleoptera Carabidae
- Anchus ruficornis Coleoptera Carabidae
- Laemosthenes complanatus Coleoptera Carabidae
- Proteinus   atomarius  Coleoptera Staphylinidae
- Arrhopalites caecus Collembola Arrhopalitidae
- Pseudosinella azorica Collembola Entomobryidae
- Lepidocyrtus curvicollis Collembola Entomobryidae
- Folsomia fimetaria Collembola Isotomidae
- Onychiurus n. sp. Collembola Onychiuridae
- Cixius azopicavus Homoptera Cixiidae
- Lasius niger Hymenoptera Formicidae
- Argyresthia atlanticella Lepidoptera Yponomeutidae